# Milo (televíziós sorozat, 2021)
A Milo óvodásoknak szóló brit animációs vígjátéksorozat. Elsőként a Channel 5 Milkshake! című blokkjában került adásba az Egyesült Királyságban, 2021. május 10-én. 2024. május 13-án mutatták be az Egyesült Államokban.

## Összefoglaló
A sorozat Milo, az ötéves fekete macska és barátai, Lofty, a magas zsiráf és Lark, a madár életét követi nyomon, amint különböző munkákat és szakmákat fedeznek fel. 
Milo Milotownban él a szüleivel, akik egy Scrubby's Dry Clean Shop nevű vegytisztító üzletet üzemeltetnek. Egy Suds nevű robot mosógép minden epizódban megengedi nekik, hogy felpróbálják a város munkásainak ruháit. Szerepjátékon keresztül megismerkednek a városban található számos szakmai karrierlehetőséggel.

## Szereplők
| Szerep   | Eredeti hang       | Leírás                                                                             |
| -------- | ------------------ | ---------------------------------------------------------------------------------- |
| Milo     | Evan Capstick      | 5 éves fekete macska, kalandvágyó és érdeklik a munkalehetőségek                   |
| Pacsirta | Eleanor Stollery   | Nagyon intelligens és olvasni szerető kék madár                                    |
| Lofty    | George Ravenscroft | Magas zsiráf, kissé esetlen és sokat aggódik, de mindig kész segíteni a barátainak |
| Suds     | Colin MacFarlane   | Takarítórobot a Scrubby vegytisztító üzletében                                     |

## Sugárzás
A sorozat 11 perces epizódokból áll. Az első évad 52, a második évad pedig 26 epizódból áll.
A műsort több mint 170 országban sugározzák világszerte. Az Egyesült Királyságban a Channel 5 Milkshake! blokkjában debütált 2021. május 10-én. 
2023 júliusától a műsort Franciaországban a 6play, Mexikóban pedig a TV Azteca sugározta. Ugyanezen év augusztusában Kanadában a Télé-Québec csatornán tűzték műsorra. 
2024-ben a PBS Kids megszerezte a sorozat sugárzási jogait az Egyesült Államokban. Bár eredetileg a PBS Kids 24/7 csatornán adták volna le, ugyanebben az évben, május 13-tól kizárólag a PBS Kids streaming szolgáltatásában lett elérhető. A sugárzás a PBS Kids 24/7 csatornán október 1-jén kezdődött ugyanebben az évben. 
2021-22-ben a műsort Oroszországban a JimJam, majd később a Carousel csatorna kezdte sugározni. 

## Fogadtatás
A Milo az Egyesült Királyság egyik legnépszerűbb, négy és hat év közötti gyermekeknek szóló műsora. Az első sugárzási évében egymillió, négy és tizenöt év közötti gyermeket ért el az Egyesült Királyságban.A 2022-es British Animation Awards díjátadón elnyerte a legjobb gyermeksorozat díját. Bronzérmet nyert a 2022-es New York-i Festivals TV & Film Awards díjátadón, továbbá jelölték a legjobb óvodásoknak szóló műsor díjára a 2022-es Broadcast Awards díjátadón. 

## Fordítás
- Ez a szócikk részben vagy egészben  a   Milo (TV series) című angol Wikipédia-szócikk ezen változatának fordításán alapul.  Az eredeti cikk szerkesztőit annak laptörténete sorolja fel. Ez a jelzés csupán a megfogalmazás eredetét és a szerzői jogokat jelzi, nem szolgál a cikkben szereplő információk forrásmegjelöléseként.